# Бара (Лесковац)
Бара се налази у близини града Лесковца на територији Јабланичког округа. Бара је заселак села Слатине од које је удаљена око 1 km. Налази се десетак километара југозападно од главног ауто-пута А1.

## Рељеф
Област је претежно планинска. Налази се у подножју планине Кукавице на надморској висини од око 700 m. Што се тиче рељефних карактеристика може се рећи да су различите. Има многих висоравни и брда. Највиши врх јесте врх планине Кукавице (1.440 m), мањи врхови су Превод (850 m), Врви Кобила (1.150 m). Заузима 4 km².

## Клима
Клима је типично континентална са јаким и оштрим зимама и топлим летима.

## Етнички састав
По етничкој припадности сви мештани су Срби. Тренутно има око 60 становника.

## Одлике
На врху планине налазе се државне шуме у којима је забрањена сеча, лов и риболов. Нема великих саобраћајница, а главни пут кроз село није асфалтиран. Све важније установе су смештене у Слатини. Село слави црквени празник „Марковдан“.